# Кірха Христа (Кенігсберг)
Кірха Христа — євангелістська кірха Христа (нім. Ev.-luth. Christuskirche) в Кенігсберзі (район Трагхайм). Побудована в 1926 році. Під час війни отримала безліч ушкоджень. У 1960-ті роки повністю знесена.

## Опис
Будівництво церкви для старолютеранської громади було розпочато в травні 1924 року на місці, що звільнилося після знесення частин другого вального укріплення Кенігсберга, а саме Трагхаймських воріт. Освячення церкви відбулось 8 серпня 1926 року.
Під час війни будівля була сильно пошкоджена через бомбардування міста і внаслідок Кенігсберзької операції. До 1960 року були остаточно зруйновані руїни кірхи. Зараз на місці кірхи знаходиться торговий павільйон (район початку вулиці Горького).